# Station Southampton Central
Southampton Central is een spoorwegstation van National Rail in Southampton in Engeland. Het station is eigendom van Network Rail en wordt beheerd door South Western Railway. 